# Canadair CL-415
O Canadair CL-415 (Super Scooper, mais tarde Bombardier 415) e atualmente De Havilland Canada DHC-515 são uma série de aeronaves anfíbias construídas originalmente pela Canadair e posteriormente pela Bombardier e De Havilland Canada. O CL-415 é baseado no Canadair CL-215 e foi concebido especificamente para o combate aéreo a incêndios; pode desempenhar várias outras funções, como a busca e salvamento e o transporte utilitário.
O desenvolvimento do CL-415 começou no início da década de 1990, logo após o sucesso do programa de modernização do CL-215T ter provado uma procura viável para um modelo turbohélice do CL-215 original. Entrando em produção em 2003, para além dos novos motores, a aeronave contou com inúmeros esforços de modernização e avanços em relação ao CL-215, principalmente em termos de cabine e aerodinâmica, para proporcionar um melhor desempenho. No início da fase de produção do programa, este era propriedade da Bombardier, que continuou a produção até 2015. Em outubro de 2016, o programa CL-415 foi adquirido pela Viking Air, com o objetivo de produzir um CL-515 atualizado.

Desde então foi renomeado como DHC-515 Firefighter, e atualmente é fabricado em Calgary, Alberta, Canadá, pela De Havilland Canadá.

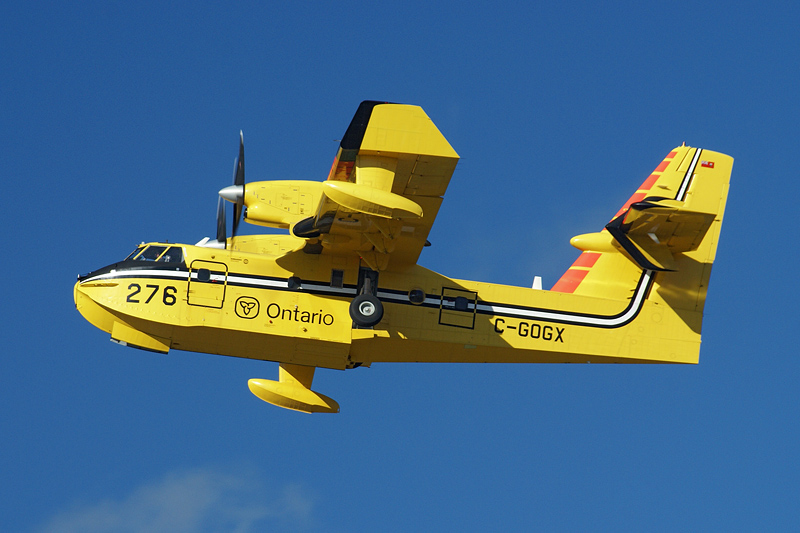
Canadair CL-415 em voo

## Histórico operacional
O CL-415 voou pela primeira vez em 6 de dezembro de 1993, com as primeiras entregas em novembro de 1994. de Encomendas de vários países logo em seguida. Derivado de seu antecessor apelido, ele adquiriu o nome de "Super Scooper" na luz da sua muito desempenho avançado e uma água bombardeiro e fogo suppresser. Em reconhecimento das suas capacidades, a aeronave foi premiado com o Batefuegos de oro (ouro extintor de incêndio) pela Asociación para la Promocion de Actividades Socioculturales. O prêmio de menção na parte de leitura "Esta é a ferramenta mais eficiente para o combate aéreo a incêndios florestais, a chave para a organização de combate a incêndios em um grande número de países. As melhorias contínuas para atender as necessidades de floresta de combate a incêndios de ter feito estas aeronaves aérea significa mais demanda de mais de 30 anos."
Dos 95 construído, sete foram removidos do serviço devido a acidentes de trabalho.
A aeronave requer 1340 m de comprimento de espaço aéreo para descer a partir de 15 m de altitude, recolher 6,137 litros de água durante 12 segundos, em um espelho de água de 410 m de comprimento, a uma velocidade de 130 km/h e assim poder ascender novamente. O avião Canadair CL-415 pode pegar cargas parciais em áreas menores, se necessário.

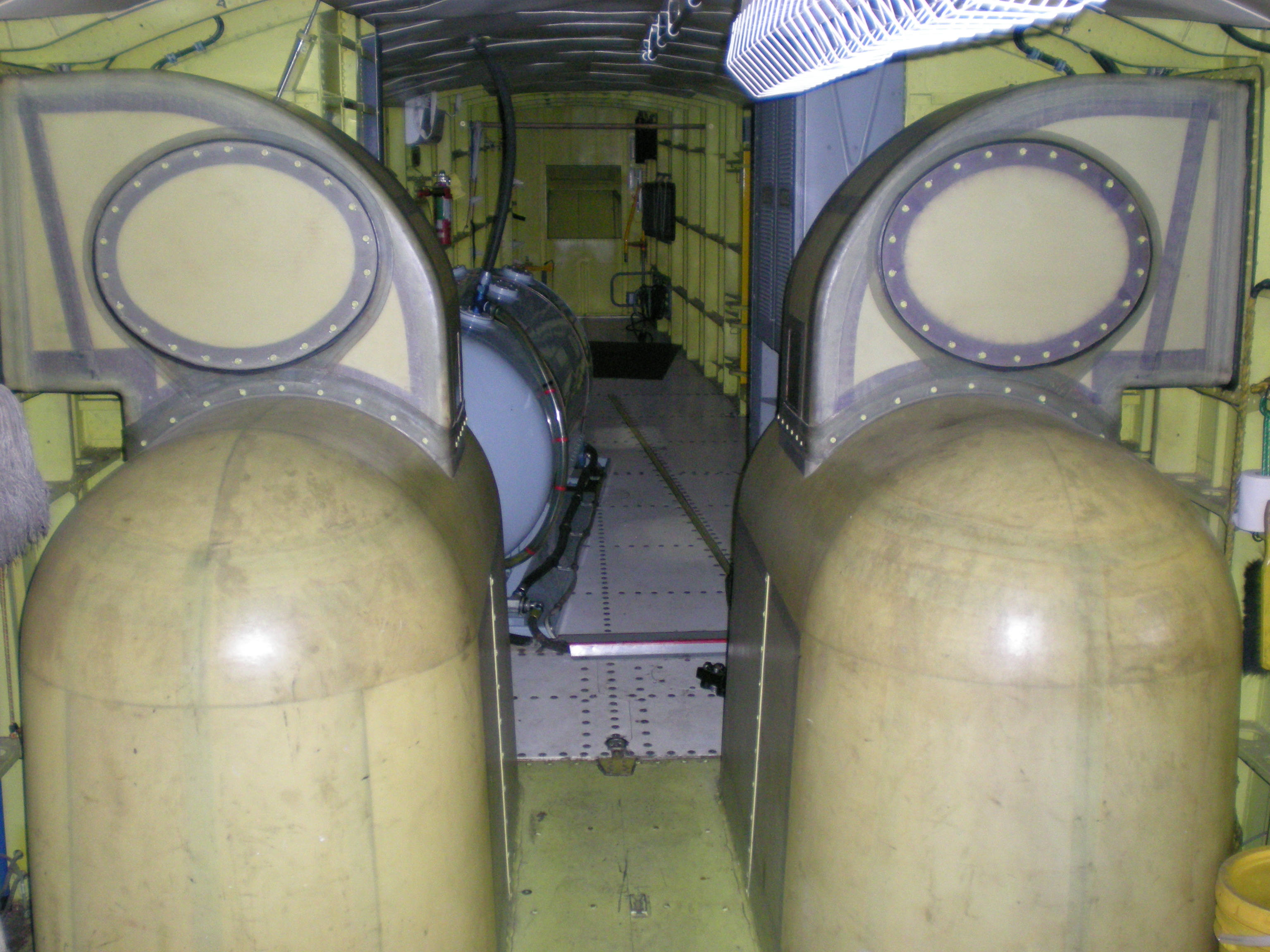
Tanques de água do avião cisterna da Canadair

## Operadores
Canadá
- Service de aérien gouvernemental de Quebec opera oito 415s.
- Ministério dos Recursos Naturais de Ontário opera nove 415s.
- Departamento de Recursos Naturais da Terra Nova e Labrador opera seis 415s.
- Governo Serviços aéreos de Manitoba opera em quatro.
- Provincial Aeroespacial de Newfoundland e Labrador opera dois 415 convertido como 415MP para uso por clientes do exterior/contratos (para o Ringgit Marítima Enforcement Agency)[9]

 Croácia
- Força Aérea Croata opera seis CL-415s em 885th Esquadrão de Combate a incêndios.

 França
- Sécurité Civile recebeu 12 CL-415s com mais 3 pedidos;[10][11]

 Grécia
- Hellenic Air Force opera sete aeronaves – 6 CL-415GRs e 1 CL-415MP;[12]

 Itália
- Protezione Civile recebeu a entrega de 19 de CL-415s, com mais 3 pedidos;

 Malásia
- Agência Executiva Marítima da Malásia ordenou a dois CL-415MP, contrato Provincial Aeroespacial do Canadá;[13]

 Marrocos
- Força Aérea do Marrocos recebeu seis CL-415s;

 Espanha
- Força Aérea Espanhola opera três CL-415s; duas em ordem;[14]
- Unidad Militar de Emergencias tem dois CL-415s em pedido;

 Estados Unidos
- Departamento de Bombeiros do Condado de Los Angeles tem concessões de dois CL-415s do governo de Quebec para o uso durante o incêndio temporada desde 1994.[15][16]
- Condado de San Diego concessões dois CL-415s da Província de Quebec para o uso durante o período de três meses, a partir de 13 de setembro a 13 de dezembro.[17]
- Serviço Florestal dos Estados Unidos realiza a locação de dois a quatro;[18] CL-415s para o combate a incêndios em NÓS terras. Estas aeronaves são de propriedade de uma parceria liderada por Tenax Aeroespacial LLC e operados pela Aero-Flite, Inc.[19]

## Acidentes
- 11 de novembro de 1997 - s.n 2025 - F-ZBFQ/43 -Securité Civile - França
- 16 de agosto de 2003 - s.n 2008 - I-DPCN - SOREM - Itália
- 8 de Março de 2004 - s.n 2018 - F-ZBEZ/41 - Securité Civile - França
- 18 de Março de 2005 - s.n 2051 - I-DPCK - SOREM - Itália
- 1 de agosto de 2005 - s.n de 2011 - F-ZBEO/36 - Securité Civile' - França
- 7 de abril de 2006 - s.n 2039 - Hellenic Air Force - Grécia
- 23 de julho de 2007 - s.n 2055 (CL-415MP) - 'Hellenic Air Force - Grécia
- 24 de julho de 2007 - s.n 2045 - I-DPCX - SOREM - Itália
- 3 de julho de 2013 - s.n 2076 - C-FIZU - Newfoundland e Labrador Comissão - Canadá
- 5 de Maio de 2014 - s.n 2050 - Hellenic Air Force - Grécia
- 8 de Agosto de 2020 - Ministério da Administração Interna - Portugal[20]

## Especificações (CL-415)
Referência dos dados = 

### Características gerais
- Tripulação: 2 pilotos
- Assentos adicionais: um no banco de salto, oito em bancadas
- Carga útil: 2.900 kg
- Comprimento: 19,8 m
- Envergadura: 28,6 m
- Altura: 8,9 m
- Área das asas: 100 m²
- Peso vazio: 12.880 kg
- Peso máximo do combustível: 4.650 kg
- Peso máximo de decolagem (a partir da terra, carga descartável): 19.890 kg
- Peso máximo de decolagem (a partir da terra, carga não descartável): 18.600 kg
- Peso máximo de decolagem (a partir d'água): 17.870 kg
- Capacidade máxima de água ou retardante: 6.140 kg
- Peso máximo após recarga de liquido: 21.360 kg
- Motores: 2 × Pratt & Whitney Canadá PW123AF turboprop, potência de decolagem: 2.380 shp (1.775 kW) cada                                  Sonda que recolhe água, localizada na parte baixa da fuselagem do CL-415

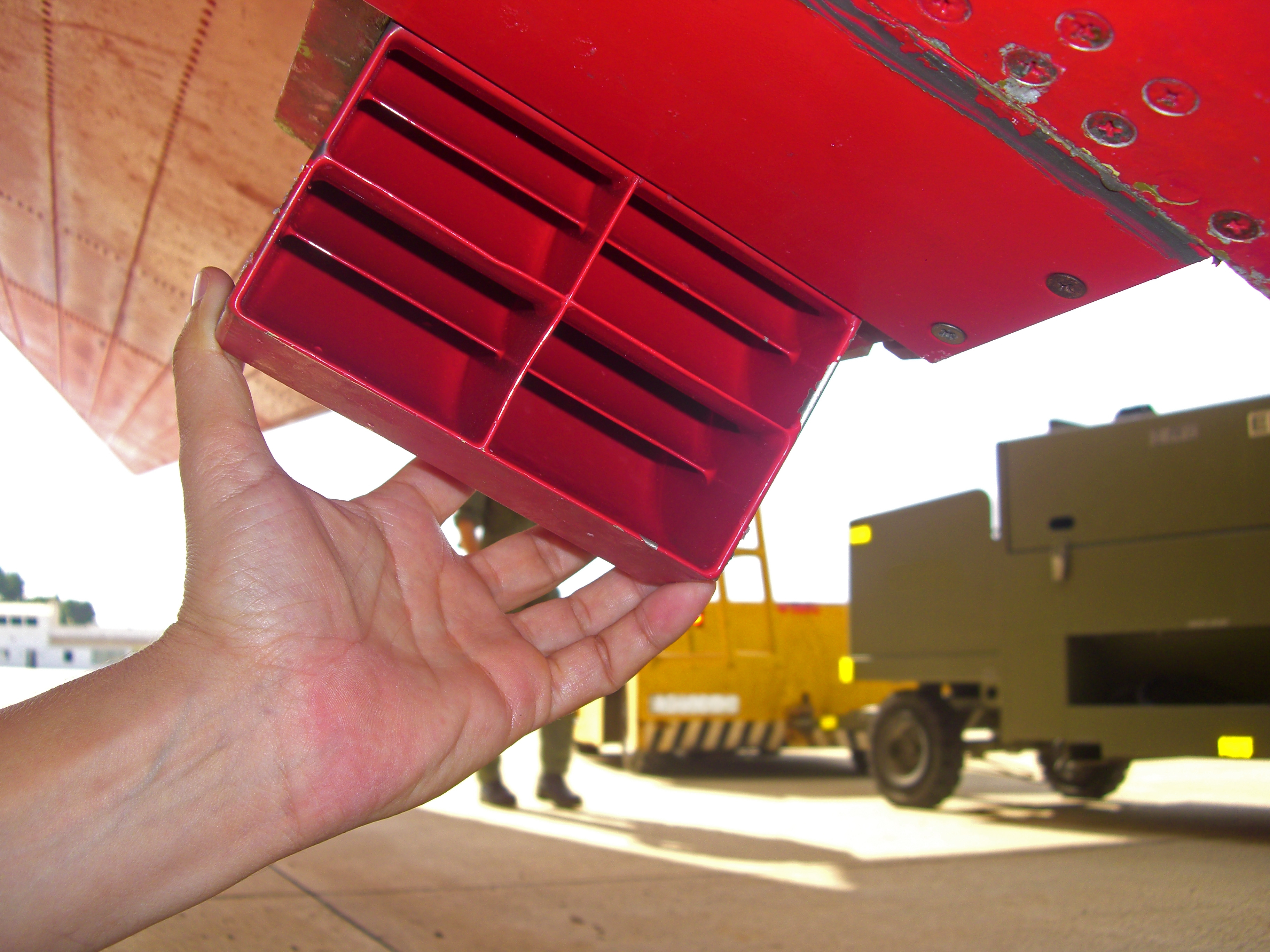
Sonda que recolhe água, localizada na parte baixa da fuselagem do CL-415

### Desempenho
- Velocidade máxima: 359 km/h
- Velocidade do cruzeiro: 333 km/h
- Velocidade de parada: 78 mph (126 km / h (68 kt))
- Alcance: 2.443 km
- Teto de voo: 4.500 m
- Taxa de subida: 1.600 ft/min  ou 8,1 m/s
- Distância de decolagem (na terra): 840 m
- Distância de decolagem (na água): 815 m
- Distância de aterrissagem (na terra): 675 m
- Distância de aterrissagem (na água): 661 m
- Profundidade mínima da água: 1,8 m